# Aldo Graziati
Connu sous le nom G. R. Aldo, Aldo Rossano Graziati (né le 1er janvier 1905 à Scorzè et mort le 14 novembre 1953, entre Padoue et Venise) est un directeur de la photographie italien, lié à la période du néoréalisme.
Il est considéré comme l'un des plus grands directeurs de la photo d'après guerre - travaillant avec Vittorio De Sica ou Luchino Visconti- avant de mourir dans un accident de voiture lors du tournage de Senso.

## Biographie
Il commence à travailler pour le cinéma en 1939. Alors opérateur sur le film L'Empreinte du dieu de Léonide Moguy, il en est également photographe de plateau. Il travaille avec Pierre Chenal, Marcel L'Herbier, Serge de Poligny, Jean Delannoy (photographe de plateau pour L'Éternel Retour, en 1943). Son sens des cadrages précis et sa science des contrastes du noir et du blanc font merveille sur Les Visiteurs du soir de Marcel Carné en 1942 ou encore sur La Belle et la Bête de Jean Cocteau en 1945 . Pendant la Seconde Guerre mondiale, son collègue et ami Raymond Voinquel le fait entrer comme portraitiste au célèbre Studio Harcourt.
En 1947, il participe à son dernier film en tant que photographe de plateau. Le tournage de La Chartreuse de Parme de Christian-Jaque se déroule en Italie et il retrouve Michelangelo Antonioni rencontré en 1942 sur le tournage du film de Carné. L'italien le présente à Luchino Visconti qui l'engage comme directeur de la photographie pour son film La Terre tremble.
Il meurt en 1953 dans un accident de voiture près de Padoue pendant le tournage du film Senso. C'est Robert Krasker qui le remplace pour terminer le film.

## Filmographie sélective
- 1948 : La Chartreuse de Parme de Christian-Jaque
- 1948 : La Terre tremble (La Terra trema: Episodio del mare) de Luchino Visconti
- 1950 : Les Derniers jours de Pompei de Marcel L'Herbier et Paolo Moffa
- 1951 : Miracle à Milan (Miracolo a Milano) de Vittorio De Sica
- 1952 : Othello (The Tragedy of Othello: The Moor of Venice) de Orson Welles
- 1952 : Umberto D. de Vittorio De Sica
- 1953 : Station Terminus (Stazione Termini) de Vittorio De Sica
- 1953 : La Marchande d'amour (La provinciale) de Mario Soldati
- 1954 : Senso de Luchino Visconti